# Vittorio Monti
Pour les articles homonymes, voir Monti.
Œuvres principales
Csárdás
Vittorio Monti, né à Naples le 1er janvier 1868 et mort dans la même ville le 20 juin 1922, est un compositeur et chef d'orchestre italien qui fit l'essentiel de sa carrière en France.

## Biographie
Vittorio Monti est né à Naples où il a étudié le violon et la composition au Conservatorio di San Pietro a Majella. Arrivé à Paris dans les années 1880, il devient vers 1900 le chef de l'Orchestre Lamoureux à Paris, pour lequel il écrit la musique de plusieurs ballets et opérettes.
Son œuvre la plus connue est sa Czardas. Initialement composée pour violon, mandoline ou piano, elle fut rapidement arrangée pour toutes sortes d'ensembles, cet air rappelant aux gens les vieilles danses hongroises avec la juxtaposition de passages rapides et lents.

## Œuvres
Musique d'opérette
- 1892 : La Pleine lune, opérette en 1 acte sur un livret de Fernand Beissier, au théâtre des Ternes (14 octobre).
- 1902 : Mam'zelle Frétillon, opérette en 3 actes sur un livret de Fernand Beissier, au Théâtre national de Rome (21 novembre) avec plus de 300 représentations. Création en France au Casino municipal d'Enghien le 5 septembre 1903. Reprises en 1916 au théâtre Moncey et à l'Olympia.
- 1907 : La Belle Toinon, opérette en 3 actes sur un livret de Fernand Beissier, au Casino municipal d'Enghien (15 juin).
- 1908 : Le Petit trompette, opérette en 1 acte sur un livret de Fernand Beissier, au théâtre Grévin (9 janvier).

Musique de scène
- 1892 : 1900, revue en 6 tableaux de Fernand Beissier, au théâtre des Ternes (décembre)
- 1894 : Les Gueux de Karagueuz, revue de Freddy Xar[3], au théâtre d'Application (31 janvier).
- 1895 : La Pudeur de Clara, comédie-vaudeville en 2 actes de Félix Marteau, au théâtre des Ternes (mars).
- 1895 : Marie-Souillon, drame en 5 actes et 8 tableaux de Félix Marteau et Paul Verdier, au théâtre des Menus-Plaisirs (19 mars)
- 1900 : Le Noël de Pierrot, mimodrame en 3 actes sur un livret de Fernand Beissier, au théâtre de la Bodinière (26 mars)[4]. Reprise au théâtre des Capucines le 15 mai 1901[5], au théâtre Alfieri de Turin en mai 1905, au théâtre Grévin le 7 juillet 1907 et aux Bouffes-Parisiens le 15 décembre 1912.
- 1906 : Souvenance de Directoire, pantomime en 1 acte de et avec Suzy Deguez, au restaurant Julien (16 janvier).
- 1908 : Yamina, légende arabe mimée de Jacques Monnier, mise en scène de Jean Jacquinet, au Palais des Beaux-Arts de Monte Carlo (10 mars), au casino de Beausoleil (12 mars) et à l'Alcazar d'Été de Paris (1er juin)[6].
- 1909 : Gloria victis, mimodrame en 1 acte et 3 tableaux de Léon Gautier, au Variétés-Casino de Marseille (16 février)[7]. Reprise au Concert Pacra à Paris le 28 janvier 1913.
- 1911 : Valse fatale, mimodrame réaliste en 2 tableaux de et avec Théodore Thalès, au théâtre de la Gaîté-Rochechouart (20 octobre).
- 1912 : Le Jour de l'An de Pierrot, mimodrame en 1 acte et 3 tableaux de Léon Gautier, au théâtre Grévin (6 décembre).
- 1914 : Pierrot pacha, pantomime-bouffe de et avec Théodore Thalès, au théâtre de l'Empire (3 avril).
- 1915 : La Fête de Pierrot, pantomime en 1 acte et 2 tableaux de et avec Théodore Thalès, au Concert Mayol (26 février).
- 1916 : Andja, drame lyrique en 1 acte de Lucien Boyer, au théâtre des Champs-Élysées (12 novembre).

Musique de ballet
- 1897 : Le Jardin enchanté, ballet-pantomime en 4 tableaux d'Armand Lafrique, au Teatro Politeama de Naples (25 octobre).
- 1906 : Les Cigales, ballet à spectacle en un acte, au théâtre du Palais d'Hiver de Pau (2 décembre).

Varia
- 1887 : La France est prête !, chant patriotique, paroles d'Alphonse Bœuf.
- 1910 : L'Aimé, mélodie, paroles de Pierre d'Amor.
- 1912 : Tic-Tac, chanson valse, paroles de Gaston Delatrey.
- 1915 : Salut au drapeau !, chant patriotique, paroles d'Alphonse Bœuf.
- 1915 : Ad Gloriam, marche latine, paroles de Pierre d'Amor.
- 1915 : Marianina, chanson napolitaine, paroles de Pierre d'Amor
- 1917 : À Venise, chanson du gondolier, paroles de Pierre d'Amor.
- 1919 : Je vous ai connue au printemps..., chanson, paroles de Fernand Beissier.
- 1919 : Your sweet eyes ("Vos doux yeux"), valse-intermezzo, paroles de Pierre d'Amor.

## Discographie
- Le CD Gypsic de Sarah Nemtanu s'ouvre sur la Czardas arrangée par Chilly Gonzales (Naïve, 2010).